# Велика награда Мексика
Велика награда Мексика је трка светског првенства Формуле 1 која је враћена у календар после 23 године, за сезону 2015 . Трка се вози у Мексико ситију, на стази Херманос Родригез. Први пут се возила 1962, али није била саставни део Ф1. Од 1963—1970, те од 1986—1992. се возила за светско првенство Ф1.

## Победници трка
Трке које нису биле дио светског првенства Формуле 1 су назначене розе подлогом.
| Година        | Возач                   | Конструктор    | Место        |              |
| ------------- | ----------------------- | -------------- | ------------ | ------------ |
| 2021.         | Макс Верстапен          | Ред бул        | Мексико сити |              |
| 2020.         | Није одржано            | Није одржано   | Није одржано |              |
| 2019.         | Луис Хамилтон           | Мерцедес       | Мексико сити |              |
| 2018.         | Макс Верстапен          | Ред бул        | Мексико сити |              |
| 2017.         | Макс Верстапен          | Ред бул        | Мексико сити |              |
| 2016.         | Луис Хамилтон           | Мерцедес       | Мексико сити |              |
| 2015.         | Нико Розберг            | Мерцедес       | Мексико сити |              |
| 2014. - 1993. | Није одржано            | Није одржано   | Није одржано | Није одржано |
| 1992.         | Најџел Менсел           | Вилијамс-Рено  | Мексико сити |              |
| 1991.         | Рикардо Патрезе         | Вилијамс-Рено  | Мексико сити |              |
| 1990.         | Ален Прост              | Ферари         | Мексико сити |              |
| 1989.         | Аиртон Сена             | Макларен-Хонда | Мексико сити |              |
| 1988.         | Ален Прост              | Макларен-Хонда | Мексико сити |              |
| 1987.         | Најџел Менсел           | Вилијамс-Хонда | Мексико сити |              |
| 1986.         | Герхард Бергер          | Бенетон-БМВ    | Мексико сити |              |
| 1985. - 1971. | Није одржано            | Није одржано   | Није одржано | Није одржано |
| 1970.         | Џеки Ајкс               | Ферари         | Мексико сити |              |
| 1969.         | Дени Хјум               | Макларен-Форд  | Мексико сити |              |
| 1968.         | Грејам Хил              | Лотус-Форд     | Мексико сити |              |
| 1967.         | Џим Кларк               | Лотус-Форд     | Мексико сити |              |
| 1966.         | Џон Сертиз              | Купер-Масерати | Мексико сити |              |
| 1965.         | Ричи Џинтер             | Хонда          | Мексико сити |              |
| 1964.         | Ден Гарни               | Брабам-Климакс | Мексико сити |              |
| 1963.         | Џим Кларк               | Лотус-Климакс  | Мексико сити |              |
| 1962.         | Тревор Тејлор Џим Кларк | Лотус-Климакс  | Мексико сити |              |